# Cleora incompletaria
Cleora incompletaria är en fjärilsart som beskrevs av Achille Guenée 1862. Cleora incompletaria ingår i släktet Cleora och familjen mätare. Inga underarter finns listade i Catalogue of Life.